# Néonaticide
Le néonaticide désigne un homicide  commis sur un nouveau-né.
Ce crime, souvent classé parmi les formes de violence domestique ou intrafamiliale,, mais aussi parmi les troubles du lien et de l'accueil (dénis de grossesse, néonaticides, naissances sous X, abandons) dont il est la forme la plus extrême, est commis presque exclusivement par la mère de l'enfant.

## Droit

### Droit canadien
En droit canadien, si l'enfant est déjà entièrement né et qu'on lui a coupé le cordon ombilical, l'infraction applicable peut être l'infanticide (art. 233 C.cr.) si la mère tue le nouveau-né et que son esprit est déséquilibré. L'infanticide est une infraction distincte du meurtre qui entraîne une peine moins lourde. Par contre, si une autre personne que la mère commet un néonaticide, par exemple le conjoint de la mère, alors l'infraction applicable est en principe l'infraction de meurtre (art. 229 C.cr.). Cela dit, le mot néonaticide n'est pas juridique car il n'est pas inscrit au Code criminel, mais le Code criminel prévoit des situations factuelles de néonaticide qui sont englobées sous l'infraction d'infanticide lorsque la mère a temporairement un esprit déséquilibré; d'autres infractions criminelles plus sévères s'appliquent lorsque la personne qui commet le crime ne remplit pas les critères de la disposition sur l'infanticide.
On observe depuis quelque temps une tendance chez les procureurs de la poursuite d'accuser les mères qui tuent des nouveau-nés d'homicide involontaire coupable (HIC) plutôt que d'infanticide, notamment car l'HIC entraîne souvent une peine bien plus sévère que l'infanticide, parce que les procureurs de la poursuite ne sont pas obligés de choisir chaque fois le même chef d'accusation et puisque la disposition sur l'infanticide laisse entendre qu'elle n'est applicable qu'aux mères dont l'esprit est temporairement perturbé et qu'elle ne vaut pas pour celles dont l'esprit ne l'est pas.
Un fœtus dont le cordon ombilical n'est pas encore coupé n'est pas considéré comme un être humain par le Code criminel. Lors de l'accouchement, tuer un fœtus dans de telles circonstances n'est ni un meurtre, ni un infanticide, mais cela entre dans le cadre d'une infraction séparée appelée le « fait de tuer, au cours de la mise au monde, un enfant non encore né » à l'article 238 C.cr.. Cette infraction distincte de tuer un enfant pendant la mise au monde entraîne toutefois une peine d'emprisonnement à perpétuité, comme s'il s'agissait d'un meurtre.

### Droit français
En France, le néonaticide désigne un homicide commis sur un enfant né depuis moins de 24 h.
La définition nécessite que l'enfant soit né vivant.
En France, le néonaticide est un crime défini à l'article 221-4 alinéas 1, 3 et 4ter du code pénal. Il est passible de la réclusion criminelle à perpétuité.
Si le crime survient ensuite mais durant la première année de vie de l’enfant, on parle d'infanticide.

## Médiatisation
L'affaire Dominique Cottrez (huit infanticides commis entre 1989 et 2001 à Villers-au-Tertre) et l'affaire Véronique Courjault donnent des exemples récents de néonaticide, thème fréquemment traité et fortement médiatisé par la presse écrite et les médias, dont en France (au moins 357 décès suspects signalés dans la presse écrite française de 1993 à 2012,, avec une tendance historique depuis 1993 à une « non-mise en cause des pères » et à « une " fin " de l'anonymat et de la présomption d'innocence » (qui dépend toutefois des circonstances de la découverte) selon Simmat-Durand & Vellut en 2017. La presse relaye alors la découverte du crime ou délit, l'éventuelle élucidation et/ou mise en examen d’un(e) suspect(e), d'éventuelles circonstances aggravantes (plutôt qu'atténuantes), en parlant rarement des poursuites mais en citant les décisions et les peines. Ces articles peuvent avoir divers types d'influence sur l'enquête, le procès et la décision finale.

## Historique  du terme
Le terme a été proposé en 1970 par le docteur Phillip J. Resnick, et depuis adopté.

## Statistiques

### France
Le taux français serait de 2,1 pour 100 000 naissances, et il serait en diminution.

### Canada
Selon les autorités canadiennes, alors que les homicides régressaient au Canada durant 30 années[pas clair]. De 2000 à 2010 dans la famille, il était le plus élevé chez les enfants de moins d’un an, et durant cette période, la grande majorité des homicides sur de jeunes enfants sont le fait des parents : 98 % des bébés tués de moins d’un an et 90 % des enfants de 1 à 3 ans l'ont été par leurs parents (la mère dans 84 % des cas). En 2012, les meurtres d’enfant de moins d’un an représentaient toutefois moins de 1 % d’un total de 543 pertes de vie tous âges confondus.

## Caractéristiques
En France, le rapport Mission sur les morts violentes d’enfants au sein des familles est publié en 2019. Il traite des décès d'enfants sur la période 2012-2016 qu'il estime à 72 homicides par an dont 15 % sont des néonaticides. Comme ce qui était affirmé jusqu'alors, les cas rapportés de néonaticides sont le fait de femmes avec parfois d'autres enfants, sans maladie psychiatrique ni déni de grossesse. En revanche, la jeunesse de la mère (moins de 18 ans) n'est pas mise en cause puisque la moitié des néonaticides sont effectués par des femmes entre 30 et 40 ans.
Dans le monde, l'infidélité au sein du couple est parfois citée comme cause. Dans un cas au moins, l'accusée a fait part de l'extrême humiliation vécue lors de son premier accouchement.
Selon le docteur Anne Tursz, pédiatre épidémiologiste de l’INSERM et spécialiste du sujet, les avocats auraient une tendance systématique à lier le néonaticide au déni. Cela poserait une suspicion d'assassinat sur les personnes atteintes d'un véritable déni, d'autant que ce perçu pourrait servir d'outil judiciaire pour blanchir les femmes conscientes d'être enceintes et commettant un néonaticide. Selon cette spécialiste, le vrai déni est une pathologie psychiatrique rarissime et non un concept opérationnel.
Dans plusieurs pays ou communautés asiatiques (Inde du Sud par exemple), les filles sont moins bien soignées ou tuées à la naissance pour avoir une descendance masculine (économiquement, socialement et culturellement survalorisée). Le néonaticide a probablement très souvent été remplacé par un avortement sélectif,.
Parfois, un handicap de l'enfant est invoqué comme cause. C'était une justification admise dans la Grèce antique.